# Taťjana Lebeděvová
Taťjana Romanovna Lebeděvová (rusky: Татьяна Романовна Лебедева – Tatjana Romanovna Lebeděva; * 21. července 1976 Sterlitamak, Sovětský svaz) je bývalá ruská atletka, trojskokanka a dálkařka. Vyhrála zlaté medaile z olympiád, světových i evropských šampionátech.

## Sportovní kariéra
Její první úspěchy přišly v trojskoku v roce 2000, kdy získala zlatou medaili na halovém mistrovství Evropy a stříbrnou medaili na olympijských hrách v Sydney v roce 2000. V následujícím roce se stala mistryní světa a získala stříbrnou medaili na halovém mistrovství věta. Poté, co na mistrovství světa v roce 2003 obhájila titul v trojskoku , se rozhodla věnovat se i skoku dalekému. Tento krok se jí vyplatil: na halovém mistrovství světa v roce 2004 překonala halový světový rekord v trojskoku a získala druhé zlato ve skoku dalekém s časem 15,36. Svou první zlatou olympijskou medaili ve skoku dalekém získala na olympijských hrách v Aténách v roce 2004 a také bronzovou medaili v trojskoku. 
V roce 2005 kvůli zranění zmeškala mistrovství světa, ale stala se jedinou vítězkou jackpotu Zlaté ligy IAAF, což znamenalo bonus ve výši 1 milionu amerických dolarů udělovaný sportovcům, kteří vyhrají svou disciplínu na každém ze šesti určených evropských letních mítinků. V tom roce se soustředila na trojskok. 
Poprvé se stala mistryní Evropy vítězstvím na mistrovství Evropy v atletice v roce 2006 v trojskoku. Lebeděvová se dvakrát dostala na stupně vítězů na mistrovství světa v roce 2007, když získala zlatou a stříbrnou medaili ve skoku dalekém.
Na mistrovství světa v roce 2009 získala stříbrnou medaili ve skoku dalekém (její osmá medaile na světovém stupních vítězů), ačkoli v trojskoku se jí tento výkon nepodařilo vyrovnat.
Dne 25. ledna 2017 Mezinárodní olympijský výbor udělil Lebeděvové sankce za doping na olympijských hrách v roce 2008, v důsledku čehož přišla o stříbrné medaile ve skoku dalekém i trojskoku na těchto hrách. Lebeděvová se proti rozhodnutí MOV odvolala ke Sportovnímu arbitrážnímu soudu, nicméně 26. července 2018 bylo rozhodnutí MOV potvrzeno.[zdroj?]
Atletickou kariéru ukončila ve 37 letech. Odchod oznámila na konci července roku 2013 po národním šampionátu v Moskvě.

### Letní olympijské hry
Třikrát reprezentovala na letních olympijských hrách. V Sydney 2000 startovala jen v trojskoku a vybojovala stříbrnou medaili, když lepší byla jen Bulharka Tereza Marinovová.
Ta skočila v první sérii do vzdálenosti 15,20 m. O čtyři roky později v Athénách brala bronz. Zúčastnila se však také dálky, kde ve druhé sérii skočila 707 cm a stala se olympijskou vítězkou. Na stupních vítězů stály i další Rusky, které shodně skočily 705 cm. Lepší druhý pokus však měla Irina Simaginaová a bronz získala Taťjana Kotovová.
Na olympiádě v Pekingu ji zlatá medaile v dálce unikla o jediný centimetr. Brazilka Maurren Maggiová skočila v první sérii do vzdálenosti 704 cm. Lebeděvová v poslední, šesté sérii skočila 703 cm. Stříbrnou medaili získala i v trojskoku, kde prohrála jen s kamerunskou trojskokankou Françoise Etoneovou, která skočila o sedm centimetrů dál. 25. ledna 2017 ji potrestal Mezinárodní olympijský výbor za doping diskvalifikací a Lebeděvová tak o své medaile z této olympiády a mistrovství světa v Berlíně přišla.
| Olympijské hry | Místo konání      | Umístění | Výkon   | Disciplína |
| -------------- | ----------------- | -------- | ------- | ---------- |
| LOH 2000       | Sydney, Austrálie | 2.       | 15,00 m | trojskok   |
| LOH 2004       | Athény, Řecko     | 3.       | 15,14 m | trojskok   |
| LOH 2004       | Athény, Řecko     | 1.       | 707 cm  | dálka      |
| LOH 2008       | Peking, Čína      | 2.       | 15,32 m | trojskok   |
| LOH 2008       | Peking, Čína      | 2.       | 703 cm  | dálka      |

### Osobní rekordy
Dráha
- Trojskok – 15,34 m – 4. červenec 2004, Iraklion
- Skok daleký – 733 cm – 31. červenec 2004, Tula

Hala
- Trojskok – 15,36 m – 6. březen 2004, Budapešť - Současný evropský rekord
- Skok daleký – 698 cm – 7. březen 2004, Budapešť

## Osobní život
V září 2002 se Lebeděvové a jejímu manželovi Nikolayi Matvejevovi narodila první dcera Anastasiya. V roce 2010 oznámila, že je podruhé těhotná (sezónu 2011 se rozhodla vynechat) a v listopadu porodila druhou dceru (Aleksandru).